# Joshua Selman
Joshua Nimmak Selman, également connu sous le nom d'apôtre Joshua Selman, est un ministre de l'Évangile nigérian, conférencier et un télévangéliste. Il est le fondateur et pasteur principal de l'Eternity Network International (ENI),.

## Biographie

### Enfance et éducation
Né le 25 juin 1980 à Zaria, dans l'État de Kaduna, au Nigéria Joshua Selman Nimmak est originaire de Langtang à Jos, dans l'État du Plateau. Joshua a grandi dans une famille chrétienne ce qui l'a amené a développé une passion pour les choses spirituelles dès son plus jeune âge. Il a effectué ses études universitaires à l'Université Ahmadu Bello (ABU) à Zaria, et il a obtenu à la fin une licence en génie chimique.

### Ministère
Joshua Selman a commencé son ministère chrétien jeune en tant que prédicateur auprès des congrégations étudiantes alors qu'il était encore à l'université, aux côtés de ses amis, lors de diverses réunions et rassemblement auxquelles ils étaient invités. Il a ensuite fondé Eternity Network International (ENI) le 11 mars 2011 , à Zaria, dans l'État de Kaduna, communément appelé Koinonia Global, il l'a créé dans le but d'avoir un impact sur la vie des gens par le biais du culte et de l'étude de la Parole de Dieu.
Koinonia Abuja est une branche d' Eternity Network International (encore appelé Koinonia Global). Elle est située à Abuja, au Nigéria et a été lancé en 2021.
L'apôtre Joshua Selman, au côté du   pasteur Nathaniel Bassey, a organisé une conférence apostolique au Royaume-Uni le 11 mai 2023. Cette conférence a été intitulée « Sound of Revival », a eu lieu à l'AO Arena de Manchester, attirant 21 000 participants.

### Reconnaissances publiques
l'Apotre Joshua Selman a été dans le classement de YNaija en décembre 2018 et en avril 2020 parmi les  100 ministres chrétiens les plus influents au Nigéria,.

### Mariage
Selman n'est pas marié.
Selman a déclaré qu'il était satisfait de sa décision de rester célibataire et qu'il n'a pas de regret la concernant.